# Guarico (paroisse civile)
Pour les articles homonymes, voir Guarico.
Guarico est l'une des huit paroisses civiles de la municipalité de Morán dans l'État de Lara au Venezuela. Sa capitale est Guarico.

## Géographie

### Démographie
Hormis sa capitale Guarico, la paroisse civile comporte plusieurs localités, dont :
- Carrizal
  - Carrizal Abajo
  - Carrizal Arriba
- Guarico
- El Bajío
  - El Bajío Este
  - El Bajío Sur
- El Cristo
- Fila de Tigre
  - Fila de Tigre Este
  - Fila de Tigre Norte
  - Fila de Tigre Sur
- La Travesía
- Río Bravo
- Santa Cruz
  - Santa Cruz Norte
  - Santa Cruz Oeste
  - Santa Cruz Sur
- Santo Domingo